# 會議詢問
會議詢問（parliamentary inquiry）是一項議事程序，旨在提供與會者詢問議事有關資料之機會，通常用於詢問議事規範或當日議程，屬於程序動議的一種。根據《羅伯特議事規則》，會議詢問毋需附議，不可以討論、重提、修正，也毋需表決，由主席自行裁定是否回答問題；在位階上，會議詢問特權優先，毋需經過主席排定發言次序即可提問。
會議詢問使主席成為議事程序的導師，在與會者不清楚議事程序時提供指引。它有時也被用來委婉地提醒主席確認當日議程或議事秩序，發揮喚起日程與秩序問題的功能。
《梅森立法程序準則》註記：「回答這些普通問題並非主席的法定責任。」《羅伯特議事規則》也提到主席並沒有回答假設性問題的責任。提起此動議的用語為：「主席，本席提出會議詢問，……」